# The Notorious K.I.M.
The Notorious K.I.M. — второй студийный альбом американской рэп-исполнительницы Lil' Kim, издан в 2000 году. Альбом дебютировал на четвёртой строчке в чарте Billboard 200 и продался по всему миру в количестве 3 миллионов копий.

## Об альбоме
Lil' Kim посвятила этот альбом своему близкому другу, известному рэперу The Notorious B.I.G. (которого убили 9 марта 1997 года). В интервью журналу Jet Ким сказала: «Я чувствовала дух Бигги во всём, что я делала. Я думаю, что The Notorious K.I.M. — отличное название для этого альбома».
Ким приступила к записи альбома в 1999 году и вначале пробовала поработать с продюсерами своего предыдущего альбома, успешного дебюта Hard Core. Однако то, что они предлагали, ей не понравилось. Единственным, с кем Lil' Kim работала на этом альбоме из предыдущих продюсеров, стал Diddy (Puff Daddy). В 2000 году Ким всё-таки нашла подходящих продюсеров и продолжила работу над альбомом.

## Проблемы с выпуском
Весной 2000 года 12 треков с альбома просочились в интернет. Из-за этого Ким пришлось перенести выпуск альбома на месяц позже и она вернулась в студию чтобы записать недостающие треки.

## Звучание
Звучание альбома очень сильно отличается от предыдущего альбома. Теперь тексты Ким более душевные, а биты стали более спокойными. Вместо агрессивной и гипер-сексуальной Ким (кем она представилась нам на своем дебютном альбоме), Ким стала душевной и сентиментальной женщиной. Также Ким стала задумываться над социальными проблемами.
На альбоме появилось больше танцевальных треков. Теперь песни Ким стали идеально подходить для трансляции на радио. Именно поэтому этот альбом стал таким популярным и успешным.

## Коммерческий успех
The Notorious K.I.M. дебютировал на вершине американского чарта R&B/хип-хоп альбомов Billboard и на четвертой строчке Billboard 200 с продажами за первую неделю 229 000 копий - почти в три раза больше продаж дебютного альбома Lil' Kim, Hard Core (1996)., который разошелся тиражом 78 000 экземпляров. В конечном счете альбом провел в этом чарте 25  недель. Хотя он стал первым альбомом Ким, достигшим вершины чарта Top R &B/Hip-Hop Albums, он также принес ей самую высокую пиковую позицию в Billboard 200. Благодаря успеху сингла номер один "Lady Marmalade" (в котором приняли участие Мya, Pink и Christina Aguilera), альбом 1 июня 2001 года вернулся в Billboard 200 еще на 12 недель, продержавшись в чарте в общей сложности 37 недель. Альбом был сертифицирован Американской ассоциацией звукозаписывающей индустрии (RIAA) как платиновый 2 августа 2000 года, а по состоянию на октябрь 2007 года в США было продано более 1 416 000 копий.
Альбом занял 67-ю строчку в UK Albums Chart и провел в чарте 11 недель. Он также достиг 70-го места во Франции и 85-го - в Нидерландах. В Канаде он дебютировал под номером 11 и провел восемь недель в чарте RPM Top Albums/CDs. В июле 2001 года он получил золотую сертификацию Канадской ассоциации звукозаписывающей индустрии (CRIA).По состоянию на июль 2016 года The Notorious K.I.M. разошелся тиражом в 5,1 миллиона копий по всему миру.

## Список композиций
1. Lady Marmalade feat. Christina Aguilera, P!nk & Britney Spears
2. Let Me Blow Ya Mind feat. Britney Spears
3. Who’s Number One?
4. In The Air Tonite feat. Phil Collins
5. Good Time feat. Lil' Cease
6. Custom Made (Give It 2 U)
7. How Many Licks feat. Daron Jones
8. Notorious K.I.M.
9. No Matter What They Say
10. She Don’t Love You feat. Britney Spears
11. Queen Bitch Part. 2 feat. Diddy
12. Rockin' It
13. Do What You Like feat. Junior M.A.F.I.A.
14. Off The Wall feat. Lil' Cease
15. Diamonds feat. Faith Evans
16. Right Now feat. Carl Thomas
17. I’m Human
18. Hold On feat. Mary J. Blige

## Чарты
| Chart (2001)            | Позиция в чарте |
| ----------------------- | --------------- |
| Austrian Albums Chart   | 3               |
| Ultratop (Flanders)     | 1               |
| Ultratop (Wallonia)     | 1               |
| Canadian Albums Chart   | 11              |
| Czech Albums Chart      | 1               |
| European Top 100 Albums | 1               |
| Finnish Albums Chart    | 7               |
| SNEP                    | 1               |
| Media Control           | 1               |
| IFPI Greece             | 1               |
| MAHASZ                  | 6               |
| Irish Albums Chart      | 1               |
| FIMI                    | 1               |
| AMPROFON                | 1               |
| MegaCharts              | 1               |
| RIANZ                   | 1               |
| AFP                     | 1               |
| Official Charts Company | 1               |
| PME                     | 6               |
| Swiss Albums Chart      | 1               |
| UK Albums Chart         | 67              |
| R&B Albums Chart        | 11              |
| Billboard 200           | 4               |
| Top R&B/Hip-Hop Albums  | 1               |